# Nokere Koerse 2005
La Nokere Koerse 2005, sessantesima edizione della corsa, valida come evento dell'UCI Europe Tour 2005 categoria 1.1, si svolse il 16 marzo 2005 per un percorso di 193,2 km. Fu vinta dall'olandese Steven de Jongh, che giunse al traguardo in 4h29'00" alla media di 43,093 km/h.
Furono 94 in totale i ciclisti che tagliarono il traguardo.

## Ordine d'arrivo (Top 10)
| Pos. | Corridore        | Squadra         | Tempo    |
| ---- | ---------------- | --------------- | -------- |
| 1    | Steven de Jongh  | Rabobank        | 4h29'00" |
| 2    | Igor Abakoumov   | Jartazi         | s.t.     |
| 3    | Geert Omloop     | Mr Bookmaker    | s.t.     |
| 4    | Eric Baumann     | T-Mobile        | s.t.     |
| 5    | Mark Walters     | Navigators Ins. | s.t.     |
| 6    | Steffen Radochla | Wiesenhof       | s.t.     |
| 7    | Matthé Pronk     | Mr Bookmaker    | s.t.     |
| 8    | Bert De Waele    | Landbouwkrediet | s.t.     |
| 9    | Sergej Lagutin   | Landbouwkrediet | s.t.     |
| 10   | Bert Roesems     | Davitamon       | s.t.     |